# NGC 3173
NGC 3173 ist eine Spiralgalaxie vom Hubble-Typ Sc im Sternbild Antlia. Sie ist schätzungsweise 103 Millionen Lichtjahre von der Milchstraße entfernt.
Das Objekt wurde am 24. März 1835 von John Herschel entdeckt.